# Anacropora spumosa
Espèce
Statut de conservation UICN

 DD  : Données insuffisantes
Statut CITES
Anacropora spumosa est une espèce de coraux appartenant à la famille des Acroporidae.